# Alexandra L
Die Alexandra L ist ein 1975 als Ferry Muroto in Dienst gestelltes Fährschiff. Es wurde zuletzt seit 2017 von der griechischen Reederei Kefalonian Lines betrieben, ist jedoch seit 2019 nicht im aktiven Einsatz.

## Geschichte
Die Ferry Muroto wurde am 30. Mai 1974 unter der Baunummer 852 in der Werft von Kochi Jukogyo in Kōchi auf Kiel gelegt und im Juni 1975 an die ebenfalls in Kōchi ansässige Reederei Muroto Kisen abgeliefert. Im Juli 1975 folgte die Indienststellung auf der Strecke von Matsuyama nach Kitakyūshū.
Im Januar 1982 erhielt das Schiff den Namen Kurushima Maru. Nach sechs weiteren Jahren im Fährdienst in Japan wurde es 1988 an das in Honduras ansässige Unternehmen Atlantic Shipping verkauft und in Link umbenannt, ehe es im Oktober 1988 für Umbauarbeiten in Piräus eintraf. 1989 erfolgte schließlich nach einer weiteren Umbenennung in Anemos die Indienststellung der Fähre für die griechische Nomicos Lines auf der Strecke von Piräus nach Syros, Tinos, Mykonos, Ikaria, Samos und Patmos.
Nachdem die Nomicos Lines 1999 den Betrieb eingestellt hatte, wurde die Anemos im Dezember 1999 an Hellas Ferries (Minoan Flying Dolphins) verkauft und in Express Anemos umbenannt. Nach nur wenigen Monaten ging das Schiff jedoch bereits im März 2000 als Mirtidiotissa an die ANEK Lines, die es ab Juli 2000 für ihre Tochtergesellschaft ANEN Lines zwischen Piräus, Peloponnes und Kreta einsetzte.
Am 1. Dezember 2006 brach im Schornstein der Mirtidiotissa ein Brand aus. Ein größerer Vorfall ereignete sich am 25. Juli 2008, als das Schiff vor Kythira auf ein Riff auflief, einen sieben Meter langen Riss im Rumpf erlitt und zudem einen Propeller verlor. Menschen kamen nicht zu Schaden. Die Reparatur der Fähre erfolgte in Perama.
Im Juli 2010 wurde die Mirtidiotissa in einer Auktion an die NEL Lines verkauft und im September in Aqua Maria umbenannt. Ab März 2011 stand sie auf der Strecke von Lavrio über Psara, Agios Efstratios und Limnos nach Kavala im Einsatz. Nachdem die NEL Lines in finanzielle Schwierigkeiten geraten war, lag das Schiff seit Februar 2014 ungenutzt in Drapetsona. Im März 2016 erhielt es zunächst wieder seinen alten Namen Mirtidiotissa, ehe es 2017 als Alexandra L für den Dienst zu den griechischen Inseln an seinen jetzigen Eigentümer Kefalonian Lines ging. Seit 2019 ist die Alexandra L in Drapetsona aufgelegt.